# József Gémes
József Gémes (* 9. November 1939 in Budapest; † 13. April 2013 ebenda) war ein ungarischer Animator, Filmregisseur und Drehbuchautor. Er gilt als einer der bedeutendsten Trickfilmzeichner Ungarns und ist vor allem für das Historienepos Daliás idők (1983) und Kinderfilme wie Prinzessin Aline und die Groblins (1991) bekannt.

## Leben und Werk
József Gémes arbeitete von 1959 bis 1961 als Dreher, ehe er an der Budapester Hochschule für angewandte Kunst aufgenommen wurde. Dort lernte er Malerei und Animation unter György Z. Gács und József Nepp. Ab 1965 war er für das Pannonia Filmstudio tätig und erlangte ein Jahr später sein Diplom in Cartoon, Design und Regie. 1968 übernahm er die Leitung von Pannonia und sein erster Kurzfilm entstand unter dem Titel Koncertisszimo.  Der in den Farben Rot und Schwarzweiß gehaltene Dreiminüter gilt als Meilenstein des ungarischen Animationsfilms und ist als Antikriegs-Statement zu verstehen.
In den folgenden Jahren widmete sich Gémes weiteren Kurzfilmen und Fernsehserien, wobei sein insgesamt humanistisches Werk in dieser Phase von bizarrer Komik und schwarzem Humor geprägt war. Danach wandte er sich dem Spielfilm zu und vollendete 1975 nach einem halben Jahrzehnt Zeichen- und Animationsarbeit Das Nilpferd Hugo, das zum Vorbild vieler Trickfilmzeichner in Ungarn wurde. Während die Malerei das Hauptmedium seiner Filme blieb, begann Gémes seine Vorliebe für die ungarische Literatur zu verarbeiten. 1983 schuf er mit Daliás idők (englischer Titel: Heroic Times) sein Magnum opus. Das Historienepos basiert auf der Toldi-Trilogie des Dichters János Arany und besteht aus tausenden von gemalten Bildern, die miteinander harmonieren. Dafür erhielt er 1985 unter anderem den Grand Prix des Festival d’Animation Annecy in der Kategorie Langfilm. Ein weiteres literarisches Werk setzte er 1994 mit der auf einer Kurzgeschichte von Frigyes Karinthy basierenden Új Iliász um.
Sein größtes Publikum erreichte Gémes mit den Kinderfilmen Willi, der Spatz (1989) und Prinzessin Aline und die Groblins (1991). Die meisten seiner Filme verwirklichte er mit dem Pannonia Filmstudio, später auch in Kecskemét, wie etwa A walesi bárdok aus dem Jahr 2010. Der Budapester wird heute in einer Riege mit Kollegen wie Marcell Jakovics genannt, Sándor Reisenbüchler lobte seine „ausgewogene, minutiöse Perfektion“. Auch Oscarpreisträger Ferenc Rofusz fand in einem Interview 2001 anerkennende Worte und bezeichnete Gémes als „Genie“.
József Gémes war ab 1967 mit der Filmregisseurin Edit Bleier (* 1939) verheiratet, mit der er einen 1969 geborenen Sohn hatte. Er starb am 13. April 2013 im Alter von 73 Jahren und wurde im Kreis seiner Familie beigesetzt, wie der ungarische Filmverband einen Monat später bekannt gab.

## Filmografie (Auswahl)

### Regisseur
- 1968: Koncertisszimo (Kurzfilm)
- 1970: Díszlépés (Kurzfilm)
- 1973: Archibald, der Weltraumtrotter (A Mézga család különös kalandjai, TV-Serie, 2 Episoden)
- 1983: Daliás idők
- 1989: Willi, der Spatz (Vili, a veréb)
- 1991: Prinzessin Aline und die Groblins (The Princess and the Goblin)
- 1994: Új Iliász
- 1997: Bobo und die Hasenbande 2 – Abenteuer im Wald
- 2010: A walesi bárdok (Kurzfilm)

### Animator
- 1970–1973: Archibald, der Weltraumtrotter (A Mézga család különös kalandjai, TV-Serie, 14 Episoden)
- 1975: Das Nilpferd Hugo (Hugó, a víziló)
- 1980: Vakáción a Mézga-család (TV-Serie, 1 Episode)
- 1985: Das große Weihnachtsrennen (Lollipop Dragon: The Great Christmas Race, TV-Film)
- 1986: Cat City (Macskafogó)
- 1989: Willi, der Spatz (Vili, a veréb)
- 1991: Prinzessin Aline und die Groblins (The Princess and the Goblin)
- 2002: Ének a csodaszarvasról

### Drehbuch
- 1966: Gusztáv (TV-Serie, 1 Episode)
- 1983: Daliás idők
- 1989: Willi, der Spatz (Vili, a veréb)

## Auszeichnungen
- 1968: Spezialpreis der Jury des Krakowski Festiwal Filmowy für Koncertisszimo
- 1968: Silver Hugo des Chicago International Film Festival für Koncertisszimo
- 1975: Béla-Balázs-Preis
- 1985: Grand Prix des Festival d’Animation Annecy in der Kategorie Bester Animierter Spielfilm für Daliás idők